# Dassel (Minnesota)
Dassel é uma cidade localizada no estado americano de Minnesota, no Condado de Meeker.

## Demografia
Segundo o censo americano de 2000, a sua população era de 1233 habitantes.
Em 2006, foi estimada uma população de 1303, um aumento de 70 (5.7%).

## Geografia
De acordo com o United States Census Bureau tem uma área de 4,0 km², dos quais 3,8 km² cobertos por terra e 0,2 km² cobertos por água. Dassel localiza-se a aproximadamente 332 m acima do nível do mar.

## Localidades na vizinhança
O diagrama seguinte representa as localidades num raio de 20 km ao redor de Dassel.